# 下限質量
下限質量とは、天文学において、惑星、恒星、連星系、星雲、ブラックホール等の観測天体について計算された質量の下限を表す値である。太陽系外惑星の統計では、下限質量が広く用いられる。
太陽系外惑星の多くは視線速度法で発見されており、この方法では惑星の真の軌道傾斜角や真の質量は、一般的には得られない。
ただし、別の方法で真の軌道傾斜角 (i) が決定されると、真の質量 (Mtrue) は、下限質量 (Mmin) から以下の式で計算できる。
{\displaystyle M_{\text{true}}={\frac {M_{\min }}{\sin i}}\,}